# Bez zábran
Bez zábran (v anglickém originále The Naked Now) je třetí epizodou první sezóny seriálu Star Trek: Nová generace.

## Příběh
USS Enterprise D zachytí zprávy výzkumné lodi USS Tsiolkovsky, která monitoruje zánik obří supernovy. Obě lodi se setkají a zdá se, že posádka výzkumné lodi podlehla nějaké zvláštní nákaze. Všichni členové se chovali jako šílení, a pak do jednoho zahynuli. Výsadek se přenese z Enterprise na druhou loď, kde najdou zmrazená těla členů tamní posádky. Geordi jedno padající tělo zachytí.
Po návratu výsadku nařídí doktorka Crusherová každému z nich lékařskou prohlídku. Při ní se Geordi začíná chovat podivně a nakonec uteče z ošetřovny. Dorazí do Wesleyho kajuty. Wesley předvede Geordimu svůj vlastní vynález: přenosné transportní zařízení, za což ho nadšený Geordi poplácá po rameni. Podivná nákaza se tak šíří dále.
Kapitán Picard přikáže Datovi podívat se do lodních záznamů, zda se s něčím podobným nesetkaly minulé výpravy Federace. Dat zjistí, že posádka kapitána Kirka narazila na obdobný případ viru. Doktorka Crusherová zatím zjišťuje, že nákaza se přenáší pouhým dotykem. Virus se rychle šíří mezi posádku a jediný imunní je android Dat. Toho však poblouzní Tasha Yarová, u které zřejmě virus probudil skrytou sexuální energii. Tasha se v kajutě vyptává na Datův sexuální program a pak neváhá překvapeného androida svést. Doktorka Crusherová pročítá lodní záznamy Kirkovy Enterprise o tomto případu a nachází informace o protilátce, která je však příliš slabá. Doktorka se snaží vyvinout účinnější protilátku a zároveň ze všech sil bránit příznakům nákazy.
Nakažený Wesley zatím pomocí svého zařízení obsadí strojovnu a vytvoří kolem ní silové pole. Z jeho místa tak má nad lodí plnou kontrolu, aniž by ho kdokoli mohl zastavit. Spolu s dalším nakaženým členem strojovny vytáhnou všechny izolineární čipy z ovladače lodního motoru. Riker je již jediným členem posádky, který vzdoruje příznakům viru a je schopen dávat rozkazy. Supernova se navíc blíží k oběma lodím a hrozí nebezpečí srážky. Bez správné umístěných izolineárních čipů se Enterprise nemůže pohnout z místa.
Šéfinženýr strojovny vyřadí z provozu silové pole a Riker vyšle Data, aby čipy správně umístil. Dat to ale díky svému poblouznění není schopen stihnout včas. Na poslední chvíli dorazí doktorka Crusherová s protilátkou, která zbaví Data viru a android tak může rozmístit izolineární čipy. Uzdravený Wesley pak pomocí svého zařízení odvleče Enterprise z dosahu supernovy. Všichni členové posádky se postupně uzdraví. Picard uděluje Wesleymu pochvalu za záchranu lodi.

## Zajímavosti
- S obdobným virem se setkala posádka kapitána Kirka v epizodě klasického seriálu s názvem „Čas obnažení“.